# Getafe Club de Fútbol
El Getafe Club de Fútbol és un club de futbol de la ciutat de Getafe (Comunitat de Madrid). Va ser fundat el 8 de juliol de 1983 (anteriorment, el 24 de febrer de 1946, com a Club Getafe Deportivo) i juga a la Primera Divisió de la Lliga de futbol professional espanyola. Va ser el 58è equip en accedir a la primera divisió, i la seva primera participació en la categoria va ser la temporada 2004-05. Actualment el club compta amb 12.000 socis i 16 penyes d'aficionats.

## Història
L'actual Getafe Club de Fútbol (hereu del Club Getafe Deportivo, fundat el 1945 i desaparegut el 1983) data la seva inscripció des del dia 1 de setembre de 1976, quan amb el nom Peña Madridista de Getafe s'inscriu tant en el Consell Superior d'Esport com en la Federació Territorial Castellana. Durant 4 temporades, aquest és el club que està militant en les seves diferents categories, fins que en la temporada 1980/81 passa a denominar-se Club Deportivo Peña Getafe. Altres 2 temporades per a una entitat que, concretament, el 10 de juliol de 1982 es fusiona amb el llavors existent Club Getafe Promesas, i així queda reflectit a la Federació Territorial Castellana. Fins a aquest moment, i fins a canvi posterior l'equip azulón passa a prendre aquesta denominació. Ja a l'agost de 1983 és quan realment pren l'actual nom: Getafe Club de Fútbol. El referit i definitiu, que és aprovat en Assemblea General d'Associats el dia 8 de juliol d'aquest any.
És a partir d'aquest moment, des de la temporada 1982/83 i després d'assolir l'ascens a la Segona Divisió B, (ho havia fet consecutivament des de la Regional, any rere any, amb una total autoritat sobre rivals i categories), que l'equip torna a il·lusionar. Comença de nou la lluentor d'un club, que té el seu colofó amb l'ascens a la Segona Divisió en la Temporada 1993/94, quan l'11 de juny del 1994 s'assoleix superar a un Figueres que li donava la volta al Futbol Professional. I des d'aquest moment i fins al dia actual, l'equip ha passat per diferents moments i vicissituds.
A la temporada 2001/2002 l'equip ascendeix a segona divisió després d'una magnífica campanya, encara que plagada de desgràcies extraesportives (assassinat del jugador Sebas, endarreriment en els pagaments als jugadors...). Després de l'extraordinària temporada 2003/2004 aconseguida en la Segona Divisió, el Getafe CF ascendeix per primera vegada en la seva història a la primera divisió, esdeveniment que mobilitza la localitat de Getafe. Això va ser una fita històrica, ja que és la primera vegada que un equip de la Comunitat de Madrid que no sigui de la ciutat de Madrid arriba a aquesta Primera Divisió. Des de llavors, el club ha romàs en la primera divisió mantenint-se en els llocs de la zona central de la taula.
El 10 de maig de 2007 es classifica per primera vegada en la seva història per a la final de la Copa del Rei després de vèncer al FC Barcelona per marcador global de 6-5. Va ser un partit molt sofert del Getafe, en el qual havia perdut 5-2 en el joc d'anada, i en el de tornada, després d'un espectacular acompliment de l'esquadra, assoleix la remuntada històrica i guanya el partit per 4-0 avançant així a la final del 23 de juny en l'Estadi Santiago Bernabéu on s'enfronta al Sevilla FC, perdent per 1-0.
Amb aquest subcampionat de la Copa del Rei, l'equip madrileny va aconseguir classificar-se per primer cop per a la Copa de la UEFA, ja que el Sevilla FC ja estava classificat per a disputar competicions europees.

## Estadi

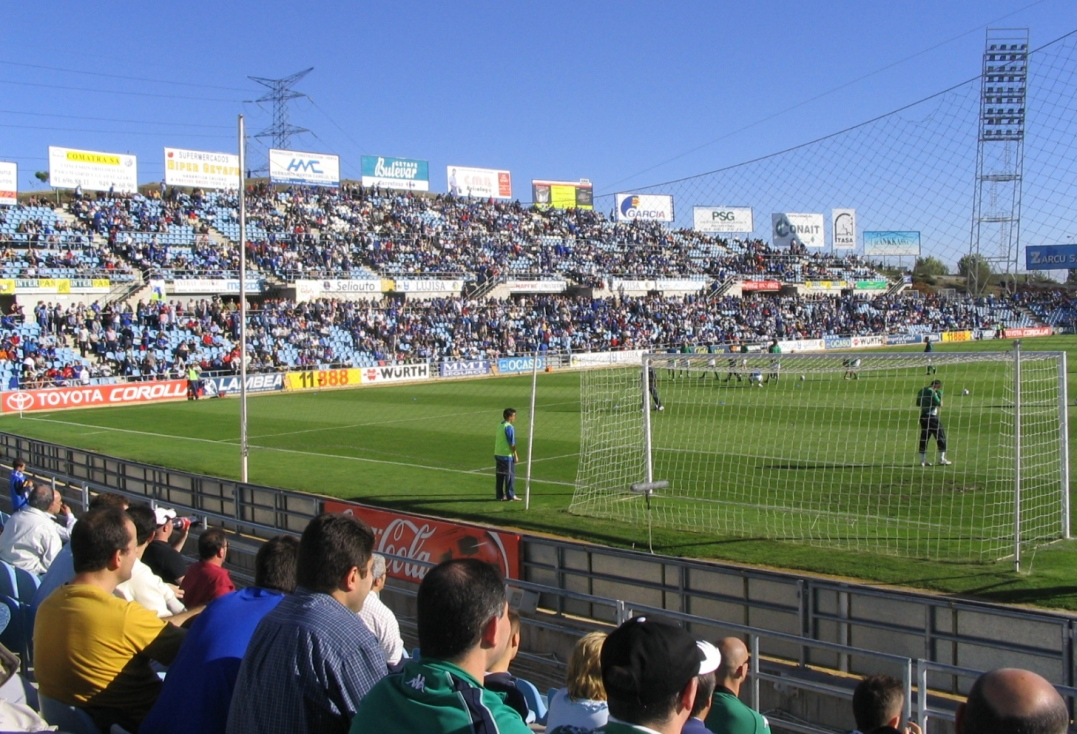
El Coliseum, estadi del Getafe CF.

L'estadi del club és el Coliseum, situat a Getafe (Madrid). El nom de l'estadi es va posar en honor del getafense i famós jugador de futbol, Alfonso Pérez Muñoz, va ser construït el 1998 i actualment, després de diverses ampliacions, té una capacitat de 16.000 persones, amb una assistència mitjana aproximada de 16.000 persones.
Abans de 1998, els equips del club jugaven i entrenaven a l'estadi de futbol del poliesportiu del barri getafense de Las Margaritas, el qual tenia una capacitat molt menor que l'actual. A 200 metres del Coliseum hi ha la Ciutat Esportiva del Getafe, un recinte amb tres camps de futbol i diverses instal·lacions esportives en les quals entrenen els equips del Getafe Club de Fútbol.

## Estadístiques
- Temporades a 1a: 20.
- Temporades a 2a: 7.
- Temporades a 2a B: 11.
- Temporades a 3a: 1.
- Millor posició a la lliga: 9è
- Pitjor posició a la lliga: 13è
- Posició històrica: 42è
- Major victòria com a local a la Lliga

| Getafe CF | 5–0 | RCD Espanyol |
| --------- | --- | ------------ |
|           |     |              |

 Coliseum Alfonso Pérez, (Getafe)        
- Major victòria com a visitant a la Lliga

| Osasuna | 0–4 | Getafe CF |
| ------- | --- | --------- |
|         |     |           |

 Estadi El Sadar, (Pamplona)        
- Major derrota com a local a la Lliga

| Getafe CF | 0–3 | Atlètic de Madrid |
| --------- | --- | ----------------- |
|           |     |                   |

 Coliseum Alfonso Pérez, (Getafe)        
- Major derrota com a visitant a la Lliga

| Vila-real CF | 7–0 | Getafe CF |
| ------------ | --- | --------- |
|              |     |           |

 Estadi El Madrigal, (Vila-real)        

## Plantilla 2025-26
A 29 juliol 2025
| N. | Pos. | Nac. | Jugador                               |
| -- | ---- | --- | ------------------------------------- |
| 1  | POR  | [[Fitxer:Flag of the Czech Republic.svg\|23x15px\|border \|alt=Txèquia\|link=Selecció de futbol de la República Txeca\|{{#if:\|]] | Jiří Letáček                          |
| 2  | DEF  | [[Fitxer:Flag of Togo (3-2).svg\|23x15px\|border \|alt=Togo\|link=Selecció de futbol de Togo\|{{#if:\|]]                          | Djené (capità)                        |
| 3  | DEF  | [[Fitxer:Flag of Morocco.svg\|23x15px\|border \|alt=Marroc\|link=Selecció de futbol del Marroc\|{{#if:\|]]                        | Abdel Abqar                           |
| 4  | MIG  | [[Fitxer:Flag of Cameroon.svg\|23x15px\|border \|alt=Camerun\|link=Selecció de futbol del Camerun\|{{#if:\|]]                     | Yvan Neyou                            |
| 5  | MIG  | [[Fitxer:Flag of Spain.svg\|23x15px\|border \|alt=Espanya\|link=Selecció de futbol d'Espanya\|{{#if:\|]]                          | Luis Milla                            |
| 6  | MIG  | [[Fitxer:Flag of Spain.svg\|23x15px\|border \|alt=Espanya\|link=Selecció de futbol d'Espanya\|{{#if:\|]]                          | Mario Martín (cedit pel Reial Madrid) |
| 7  | MIG  | [[Fitxer:Flag of Spain.svg\|23x15px\|border \|alt=Espanya\|link=Selecció de futbol d'Espanya\|{{#if:\|]]                          | Álex Sola                             |
| 8  | MIG  | [[Fitxer:Flag of Uruguay.svg\|23x15px\|border \|alt=Uruguai\|link=Selecció de futbol de l'Uruguai\|{{#if:\|]]                     | Mauro Arambarri                       |
| 9  | DAV  | [[Fitxer:Flag of Spain.svg\|23x15px\|border \|alt=Espanya\|link=Selecció de futbol d'Espanya\|{{#if:\|]]                          | Borja Mayoral                         |
| 10 | MIG  | [[Fitxer:Flag of Nigeria.svg\|23x15px\|border \|alt=Nigèria\|link=Selecció de futbol de Nigèria\|{{#if:\|]]                       | Christantus Uche                      |
| 13 | POR  | [[Fitxer:Flag of Spain.svg\|23x15px\|border \|alt=Espanya\|link=Selecció de futbol d'Espanya\|{{#if:\|]]                          | David Soria (2n capità)               |
| 14 | MIG  | [[Fitxer:Flag of Spain.svg\|23x15px\|border \|alt=Espanya\|link=Selecció de futbol d'Espanya\|{{#if:\|]]                          | Javi Muñoz                            |

| N. | Pos. | Nac. | Jugador                                 |
| -- | ---- | --- | --------------------------------------- |
| 15 | DEF  | [[Fitxer:Flag of Paraguay.svg\|23x15px\|border \|alt=Paraguai\|link=Selecció de futbol del Paraguai\|{{#if:\|]]                                      | Omar Alderete                           |
| 16 | DEF  | [[Fitxer:Flag of Spain.svg\|23x15px\|border \|alt=Espanya\|link=Selecció de futbol d'Espanya\|{{#if:\|]]                                             | Diego Rico                              |
| 17 | DEF  | [[Fitxer:Flag of the Valencian Community (2x3).svg\|23x15px\|border \|alt=País Valencià\|link=Selecció de futbol del País Valencià\|{{#if:\|]]       | Kiko Femenía                            |
| 18 | DAV  | [[Fitxer:Flag of Spain.svg\|23x15px\|border \|alt=Espanya\|link=Selecció de futbol d'Espanya\|{{#if:\|]]                                             | Álex Sancris                            |
| 19 | DAV  | [[Fitxer:Flag of the Dominican Republic.svg\|23x15px\|border \|alt=República Dominicana\|link=Selecció de futbol de República Dominicana\|{{#if:\|]] | Peter Federico                          |
| 20 | DAV  | [[Fitxer:Flag of Spain.svg\|23x15px\|border \|alt=Espanya\|link=Selecció de futbol d'Espanya\|{{#if:\|]]                                             | Coba da Costa                           |
| 21 | DEF  | [[Fitxer:Flag of Spain.svg\|23x15px\|border \|alt=Espanya\|link=Selecció de futbol d'Espanya\|{{#if:\|]]                                             | Juan Iglesias                           |
| 22 | DEF  | [[Fitxer:Flag of Portugal.svg\|23x15px\|border \|alt=Portugal\|link=Selecció de futbol de Portugal\|{{#if:\|]]                                       | Domingos Duarte                         |
| 23 | DAV  | [[Fitxer:Flag of Spain.svg\|23x15px\|border \|alt=Espanya\|link=Selecció de futbol d'Espanya\|{{#if:\|]]                                             | Adrián Liso (cedit pel Reial Saragossa) |
| 24 | DAV  | [[Fitxer:Flag of Spain.svg\|23x15px\|border \|alt=Espanya\|link=Selecció de futbol d'Espanya\|{{#if:\|]]                                             | Juanmi                                  |
| 26 | DEF  | [[Fitxer:Flag of Spain.svg\|23x15px\|border \|alt=Espanya\|link=Selecció de futbol d'Espanya\|{{#if:\|]]                                             | Davinchi                                |

Els equips de la lliga espanyola estan limitats a tenir en la plantilla un màxim de tres jugadors sense passaport de la Unió Europea. La llista inclou només la principal nacionalitat de cada jugador, o aquella que correspongui a la selecció amb la qual juga internacionalment; alguns jugadors no europeus tenen doble nacionalitat d'algun país de la UE:

### Equip directiu
| Càrrec                                | Nom                           |
| ------------------------------------- | ----------------------------- |
| President                             | Ángel Torres                  |
| Vicepresident primer                  | Felipe Triguero               |
| Vicepresident segon                   | Valentín Sánchez              |
| Secretari                             | Juan Leif                     |
| Sotssecretari                         | Fernando Santos               |
| Tresorer                              | María Ángeles Carlos Vara     |
| Director General                      | José María Durán              |
| Director esportiu                     | Carlos Guerrero               |
| Director del planter                  | Damián Jiménez Fraile         |
| Coordinador del planter               | Juan Manuel Hernández Cáceres |
| Director d'operacions i administració | José Antonio Ramirez          |
| Director financer                     | Angeles Carlos                |
| Tresorer financer                     | Patricia Torres               |
| Director de comunicació               | Luz Monzón                    |
| Director de mitjans socials           | David Torres                  |
| Director de màrqueting                | Alberto Heras                 |

## Entrenadors
- Luis Sánchez Duque (1994–95)
- Emilio Cruz (1995)
- Luis Ángel Duque (1996)
- Manuel García Calderón (1997–98)
- Santiago Prado (1998–2000)
- Juanjo (2000)
- Manolo Cano (2000)
- Gonzalo Hurtado (2001)
- Felines (2001–03)
- Pepe Mel (2003)
- Josu Uribe (2003–04)
- Quique Sánchez Flores (2004–05)
- Bernd Schuster (2005–07)
- Michael Laudrup (2007–08)
- Víctor Muñoz (2008–09)
- Míchel (2009–11)
- Luis García (2011–14)
- Cosmin Contra (2014–15)
- Quique Sánchez Flores (2015)
- Pablo Franco (2015)
- Fran Escribá (2015–16)
- Juan Esnáider (2016)
- José Bordalás (2016–21)
- Míchel (2021)
- Quique Sánchez Flores (2021–23)
- José Bordalás (2023-)

## Presidents
- Antonio de Miguel (1983–92)
- Francisco Flores (1992–2000)
- Felipe González (2000–01)
- Domingo Rebosio (2001–02)
- Ángel Torres (2002–)